# Tramlijn 75 (NMVB)/Antwerpen
Tramlijn 75 is een voormalige tramlijn die Antwerpen via Stabroek met Lillo verbond.

## Geschiedenis
Op 1 oktober 1888 reed de eerste stoomtram van IJskelder naar Lillo-Vaart. Wegens het slechte draagvermogen van de zwarte brug werd het baanvak tot Lillo-Haven pas op 22 juli 1892 in dienst gesteld. In het jaar 1921 werd net zoals in de rest van de provincie Antwerpen het spoor versmald tot meterspoor.
De elektrische uitbating van het baanvak Antwerpen - Ekeren-Dijk startte op 19 juni 1927. Vier jaar later, op 3 mei 1931, reed de tram ook elektrisch tot Lillo. Vanaf 1 juli 1935 werd aan deze lijn het nummer 75 toegewezen.
Net zoals de meeste buurtspoorweglijnen rond Antwerpen werd lijn 75 in mei 1940 wegens de oorlogsfeiten afgeschaft. Na het opblazen van de bruggen over het Albertkanaal eindigde lijn 75 in Luchtbal, waar een loopbrug over het kanaal werd aangelegd. Vanaf 13 juli 1940 reed de tram via de Groenendaallaan en het traject van de lijnen 6X weer in Antwerpen. Ergens in 1943 werd de brug van de Noorderlaan over het Albertkanaal hersteld en reden de poldertrams weer over hun oude traject.
De bevrijding van Antwerpen en de slag om Merksem zorgden ervoor dat de tram naar Lillo op 27 november 1944 opnieuw kon rijden zoals voor de oorlog. In 1946 werd de lijn uitgerust met automatische seinuitrusting en in 1948 werd de brug over het Albertkanaal tot haar definitieve vorm hersteld. Van 1 tot 28 februari 1953 reed lijn 75 wegens de watersnood niet tot Lillo. Op 27 mei 1961 reed de laatste tram tussen Lillo-Haven en Lillo-Blauwhoef. De laatste tram tot Blauwhoef reed op 1 oktober 1961.

## Lijnaanduiding
De elektrische dienst tussen Antwerpen en Ekeren werd aangeduid met de letter E. Eerst werd een wit koersbord met zwarte letters gebruikt, vanaf 1930 werd dit rood met witte letters. Bij de elektrificatie tot Lillo werd de lijn L ingevoerd. Hiervoor werd een rood-blauw koersbord gebruikt met witte letters. Bij de systematische vernummering van de lijnen rond Antwerpen kreeg deze lijn het nummer 75 toegewezen en de kleur roze, die door de jaren heen wel eens van toon veranderde.

### Internet
- https://www.branchline.uk/jfpdf/belgiumvicinalrlys1.pdf
- De buurtspoorwegen in Lillo(o): Lijn 75, www.lillo-fort.be

### Boeken
- Bastaens, R., De Buurtspoorwegen In De Provincie Antwerpen, uitgegeven door VZW De Poldertram, 2009.